# Church of St Mary (Pennard)

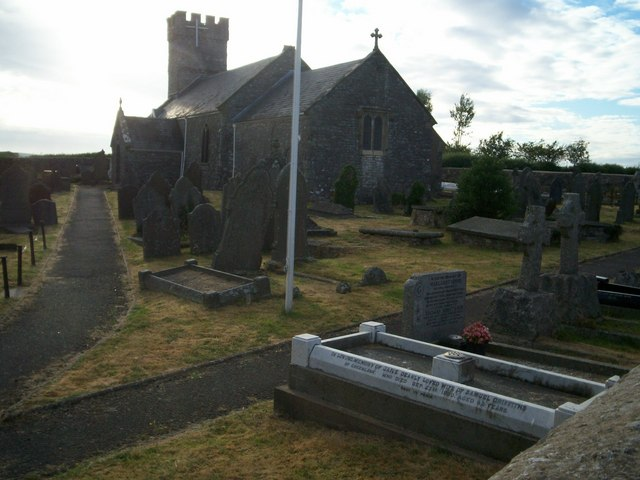
Ansicht von Osten

Die Church of St Mary ist eine Kirche auf der Halbinsel Gower in Wales. Die als Kulturdenkmal der Kategorie Grade II geschützte Kirche steht in einem ummauerten Kirchhof auf freiem Feld östlich des Dorfes Pennard. 

## Geschichte
Die Kirche ist die jüngere der beiden mittelalterlichen Kirchen von Pennard. Die ältere wurde im 13. Jahrhundert als Pfarrkirche östlich von Pennard Castle errichtet, doch wegen Versandung im 16. Jahrhundert aufgegeben. Vermutlich dienten Teile der alten Kirche zum Bau oder Ausbau der neuen Pfarrkirche. 1847 wurde die Kirche restauriert, 1891 der Chor umgebaut und 1899 die Sakristei angebaut.
Die Kirche gehört heute zusammen mit den Kirchen St Illtyd in Ilston, St John Baptist in Penmaen und St Nicholas in Nicholaston zur Parish of Three Cliffs, einer Pfarrei der Diözese Swansea und Brecon der Church in Wales. Tagsüber ist die Kirche frei zugänglich.

## Baubeschreibung
Die kleine aus Bruchstein erbaute Kirche besitzt ein einschiffiges Langhaus mit einem schmaleren und niedrigeren Ostchor und einen zweistöckigen, zinnengekrönten Westturm. An der Südseite besitzt sie einen kleinen Eingangsvorbau, an der Nordseite befindet sich die kleine Sakristei. Innen besitzt sie ein hölzernes, durch den steinernen Chorbogen unterbrochenes Tonnengewölbe. Die farbigen Glasfenster stammen zum Großteil aus der ersten Hälfte des 20. Jahrhunderts, ein Fenster an der Südseite wurde zur Jahrtausendwende 2000 neu geschaffen. Die hölzerne Kanzel stammt aus dem 17. Jahrhundert, das Taufbecken wurde 1937 aus älteren Stücken neu zusammengesetzt. Dazu befinden sich in der Kirche mehrere Gedenkplatten, darunter einige aus dem 18. Jahrhundert sowie eine für den auf dem Kirchhof begrabenen walisischen Dichter Vernon Watkins.
Auf dem Kirchhof liegt ebenfalls der anglo-walisische Dichter Harri Webb (1920–1994) begraben. 